# 카롤 부케
카롤 부케(프랑스어: Carole Bouquet, 1957년 8월 18일 ~ )는 프랑스의 배우, 영화 감독, 모델, 각본가이다.

## 출연 작품

### 영화
- 욕망의 모호한 대상 (1977)
- 차가운 찬장 (1979)
- 블랭크 제너레이션 (1980, Blank Generation)
- 007 유어 아이스 온리 (1981)
- 빙고 봉고 (1982, Bingo Bongo)
- 흑막 (1984, Rive droite, rive gauche)
- Jenatsch (1987)
- 뉴욕스토리 (1989)
- 내겐 너무 이쁜 당신 (1989)
- 망각에 저항하기 (1991, Contre l'oubli)
- 탱고 (1993, Tango)
- 비즈니스 어페어 (1994)
- 죽도록 피곤한 (1994)
- 적과 흑 (1997, Le Rouge et le Noir)
- 루시 오브락 (1997, Lucie Aubrac)
- 진심으로 (1998, En plein cœur)
- 연못 위의 다리 (1999, Un pont entre deux rives)
- 와사비 (2001)
- 블랑쉬 (2002, Blanche)
- 당신이 원하는 이에게 키스하세요 (2002, Embrassez qui vous voudrez)
- 나 세자르, 10살 반, 1미터 39 (2003, Moi César, 10 ans ½, 1m39)
- 실수 적기 (2004, Les Fautes d'orthographe)
- 붉은 빛 (2004, Feux rouges)
- 일 (2005, Travaux, on sait quand ça commence...)
- 랑페르 (2005)
- 모범적인 사랑 (2007, Si c'était lui...)
- 팀퍼틸 아이들 (2008)
- 유 윌 미스 미 (2009, Je vais te manquer)
- Impardonnables (2011)
- 배드 걸 (2012)
- 한 시간의 평화 (2014, Une heure de tranquillité)
- 넘버 원 (2017, Numéro une)
- Voyez comme on danse (2018)
- 마법에 빠졌어요 (2019)

### 텔레비전 드라마
- 섹스 앤 더 시티 (2004)
- 사마귀 (2017, La Mante)